# Приамурье (судно)
Приамурье (ранее Владивосток) — четырёхпалубный пассажирский лайнер (англ. ocean liner) класса Михаил Калинин, использовавшийся с 60-х годов как круизное судно, был построен по советскому заказу на верфи VEB Mathias-Thesen-Werft Wismar в Висмаре ГДР в 1960 году. Судно было названо в честь крупнейшего города и порта на советском Дальнем Востоке, Владивостока.

## История
Судно под заводским номером 111 было спущено на воду в 1960 году, построено и передано под названием Владивосток Дальневосточному морскому пароходству во Владивостоке в 1960 году. Владивосток относился к классу грузопассажирских морских судов Михаил Калинин, проект 101, немецкое обозначение Seefa 340 (нем. Seefahrgastschiff für 340 Passagiere — морское пассажирское судно на 340 пассажиров), изготавливавшихся с 1958 по 1964 год и ставшего самым крупносерийным проектом среди морских заказов в СССР, включавшего Владивосток и ещё 18 «сестёр», судов-близнецов. В 1967 году судно было переименовано в Приамурье.

## Происшествия
В мае 1988 года «Приамурье» вышло из Владивостока с 295 советскими туристами в круиз вокруг Японии и 17 мая 1988 года прибыло в японский порт Осака. В ночь с 17-го на 18 мая в 01:35 на судне в районе кают 340—348 сработала пожарная сигнализация. Как оказалось пассажир из каюты номер 346 в нарушение норм противопожарной безопасности забыл включённый в розетку кипятильник. В 01:55 прибыли японские пожарные расчёты, и к 10:30 часов утра пожар удалось потушить. Жертвой пожара по неосторожности стало 11 пассажиров судна, также пожар нанёс существенный материальный ущерб, уничтожив 18 кают, музыкальный салон, каюты экипажа на шлюпочной палубе и рулевую рубку.
После пожара в июле 1988 года судно было через два месяца утилизировано на Тайване.